# Grammaire du maori des îles Cook
Les rares linguistes à s'être intéressés au maori (des îles Cook) ont longtemps analysé cette langue et celles du Pacifique au travers du prisme des descriptions classiques des langues européennes. Ils leur ont imposé un certain nombre de cadres préconstruits, de grilles de réflexion, inspirés de la métalangue et des classifications grammaticales indo-européennes. Considérant ces descriptions classiques comme une forme de glottocentrisme, la recherche linguistique qu'elle soit francophone ou anglophone tente depuis quelques années de sortir de ce carcan avec il faut l'avouer plus ou moins de bonheur. La question se pose tout particulièrement en ce qui concerne la catégorisation grammaticale. Les catégories bien connues que sont le verbe, le nom, l'adjectif... ont dans ces langues des frontières beaucoup plus perméables. Certains lexèmes peuvent ainsi être utilisés comme nom, adjectif, verbe en fonction du marqueur qui l'accompagne. De même, l'utilisation fréquente de phrases décrites comme non verbales font dire à certains linguistes que cette langue est une langue sans opposition verbo-nominale.

## Déictiques personnels
Comme dans la plupart des langues d'Océanie, on retrouve en maori la distinction entre le duel et le pluriel ainsi que celle entre l'inclusif et l'exclusif.

### Singulier
- Au :  je, moi ; Kua kai au i te ika :  J'ai mangé le poisson;

Ka 'aere au  ki te 'āpi'i āpōpō :  J'irai à l'école demain;
Ka 'ārote au inana'i, no te ua rā, kua 'akakore au :  J'étais hier en train de labourer (le champ), mais j'ai dû abandonner car il a plu.
- Koe :  tu, toi; Kua kai koe i te ika :  tu as mangé le poisson; Kua kino iā koe tō mātou mōtokā :  Tu as cassé notre voiture ; Ko koe 'oki, te tangata ta te 'akavā e kimi nei : Tu es l'homme que la police recherche.

- 'Aia : il, lui, elle; Kua kai 'aia i te ika :  il/elle a mangé le poisson ; 'Ea'a 'aia i 'aere mai ei ?:  Pourquoi est-il/elle venu(e) ? ; Kāre aia  i konei :  il/elle n'est pas là

### Duel
- Tāua :  inclusif, nous deux (inclusif : toi et moi) ; Kua kai tāua i te ika :  Nous (toi et moi) avons mangé le poisson ; 'aere tāua : Allons-y ; Ko tō tāua  taeake tērā ake :  Nos amis arrivent

- Māua :  nous deux, (exclusif : lui/elle et moi) ; Kua kai māua i te ika :  Nous (lui/elle et moi) avons mangé le poisson ; Ka 'oki māua ma Taria ki te kāinga :  Taria et moi rentrons chez nous ; No māua tera 'are : Cette maison est la nôtre

- Kōrua :  vous deux ; Kua kai kōrua i te ika :  Vous deux avez  mangé le poisson ; 'Aere kōrua :  Allez-y ; Na kōrua teia puka : Ce livre vous appartient à tous les deux

- Rāua : ils, elles (deux) ; Kua kai rāua ite ika :  Eux deux ont mangé le poisson ; Mei 'ea mai rāua ? :  Où étiez-vous tous les deux ? ; Ko rāua ko Pā tei no'o ki te kāinga : Lui (ou elle) et Pa sont restés chez eux

### Pluriel
- Tātou :  Nous (inclusif : vous  - 2 ou plus - et moi) ; Ko'ai  tā tātou e tiaki nei :  Qui attendons nous ? ; Kāre ā tātou kai  toe :  Nous n'avons plus de nourriture

- Mātou :  nous  (exclusif : ils, elles et moi) ; Ko mātou ma Tepaeru i 'aere mai ei : Nous sommes venus avec Tepaeru  ; Kua kite mai koe ia mātou : Tu nous as vus

- Kōtou : Vous tous ; E 'aere atu kōtou, ka āru atu au :  Partez devant, je vous suis ; Ko kōtou ko 'ai mā i aere ei ki te tautai ? : Avec qui êtes-vous partis pêcher ?

- Rātou :  Ils, elles, eux (plus de deux); Kua pekapeka rātou ko Teia :  Ils se sont se querellés avec Teaia ; Nō rātou te pupu māro'iro'i :  Ils ont l'équipe la plus forte

## Marqueurs aspectuels
- Tē… nei : Indique que l'action est en train de s'accomplir ; Tē manako nei au i te 'oki ki te 'are :  Je pense que je vais rentrer à la maison ; Tē kata nei rātou :  Ils sont en train de rigoler ; Tē tanu nei au  i te taro : Je plante du taro
- Kia :  Indique un souhait, un désir ; Kia vave mai ! Ka tūreiti tāua : Dépêche toi ! nous allons être en retard ; 'Aere kia viviki, 'e pō teia :   Viens vite, il va bientôt faire nuit ; Kia manuia !  :  Bonne chance ! Bon courage ! Salut ! ; Kia tae mai ki te anga'anga ā te pōpongi Mōnitē :  Viens travailler lundi matin ; Teia te tātāpaka, kia kai koe :  Voici du pudding d'arbre à pain, manges en.
- 'ē :  Exprime un ordre, un commandement, le devoir, l'obligation ; ē 'eke  koe ki raro ! :  Baisse toi ! ; ē tū ki kō ! : Lève toi de là ! ; ē 'aere 'aia  ē tiki ia Tere :  Il devrait partir et aller chercher Tere ; ē no'o mai,  e tēnā tangata keiā :  Arrête toi là voleur !
- 'Auraka : marque l'interdiction ; Auraka e 'ākara :  Ne regarde pas ! ; Auraka e tuatua : Ne parle pas ! ; 'Auraka  e 'aere, tē ma'ani pai ra 'a Mina i te tī :  N'y va pas, Mina est en train de préparer le thé ; Kua ako 'aia ia rātou 'auraka kia pekapeka : Il nous a prévenus que nous ne devions pas créer de problèmes
- e… ana :  Exprime une action ou un état habituel ; E no'o ana 'aia ki  Nikao i tē reira tuātau :  À cette époque, il vivait à Nikao (nord ouest de Rarotonga) ; E 'aere ana koe ki te 'ura :  Est-ce que tu as l'habitude de danser ? ; E tevarevare 'ua ana 'aia :  Il est toujours en retard
- Ka : Exprime une action ou un état inaccompli; Ka 'īmene 'a Mere  ākonei ite pō :  Mary  chantera plus tard dans la soirée ; Kua kite au ē ka riri a Tere :  Je sais que Tere sera mécontent
- Kua :  Exprime une action accomplie ou un état présent ; Kua kite mai koe ia mātou : Tu nous as vu ; Kua meitaki koe ? :  Cela va mieux maintenant ; Kua oti te tārekareka : Le match est terminé ; Kua riri au :  je suis mécontent, en colère
- I... (ana) :  Exprime une action définitivement terminée ou un état passé. Il peut quelquefois être également employé seul ; I 'a'a ana rātou ? :  Qu'est-ce qu'ils ont bien pu faire ? ; I tamariki ana 'oki tātou pou roa :  Nous avons tous été un jour un enfant ;  'I ānau 'aia ki Rarotonga nei  :  elle est née ici à Rarotonga
- Mē : Exprime une condition, une supposition, mais également le doute, l'incertitude ;  Généralement traduit par si ; Mē ka 'ōmai koe i tēta'i 'anga'anga nāku, kā no'o mai au ki Rarotonga nei :  Si tu m'avais donné un travail, je serais resté ici à Rarotonga ; Kua tupu ki 'ea, ki Tītīkāveka, mē ki Avarua ? Où cela s'est-il passé, à Titikaveka ou à Avarua? ; Mē kā 'oki mai 'aia :  Je me demande, s'il reviendra ; Nā  'ai i  kave mai i te puka ? Mē nā 'ai :  Qui a apporté le livre ? Je ne sais pas
- Ākōnei e : Exprime également une supposition, traduit généralement par peut-être ; Ākōnei e kō te tika tāna :  Il a peut-être raison ; E no'o koe ki te kāinga ākōnei koe e roko'ia ai e te maki :  Reste à la maison ou tu pourrais être malade
- Kāre/kore : Ces deux marqueurs expriment la négation, kore ayant un sens plus emphatique. Les deux termes sont néanmoins aujourd'hui de plus en plus employés en tant que  synonymes. Kāre au 'ē 'oki mai : je ne reviendrai pas ; Mē kāre koe e 'oki mai, e tātā mai koe kia kite matou :  Si tu ne reviens, écris-nous pour que nous le sachions ; Kāre i 'ānau 'aia ki Rarotonga nei  :  Elle n'est pas née ici à Rarotonga : Kāre i te 'are ma'ata roa :  Ce n'est pas une très grande maison ; Kua kore tōna māro'iro'i'anga  :  il n'a plus de force ; Kāre atu : plus rien d'autre, plus du tout; Kāre atu ā mātou e 'ōronga atu nā'au : Nous n'avons plus rien à te donner ; Kāre pa'a : peut-être pas ; Kāre pa'a au e 'aere ki Avarua : Je n'irai sans doute pas  à Avarua ; Kāre e kore :  c'est sûr, sans aucun doute.

## Interrogatifs
Il en existe quatre séries ('ai-'ea-a'a-'ia) portant respectivement sur l'identité, la localisation (spatiale et temporelle), la nature du sujet et le nombre ou la quantité. Ceux-ci vont ensuite se combiner avec toute une série de marqueurs pour produire une multitude de nuances sémantiques.

### Série des 'ai: questionnement sur l'identité
- Ko'ai ? :  qui ?, quel(lle) ? lequel? Laquelle? Pour le nom des personnes, des animaux, des lieux, des mois mais ni des jours ni des années ; Ko'ai koe ? :  qui es-tu ? ; Ko'ai to'ou ingoa ? Quel est ton nom ? ; Ko'ai ia kōtou tei tuatua ana ? :  Lequel d'entre vous a parlé ?

- Nō'ai/Nā'ai ? :  À qui ?,  de qui ? par qui ? ; Nō 'ai teia pare? :  À qui est ce chapeau ? ; Nā'ai i kave mai iā koe ki te pure ? Nā tāku māmā :  Qui t'as emmené à l'église ? Ma maman.

### Série des 'ea:  questionnement sur la  localisation (spatiale ou temporelle)
- Tei'ea ? : Où ?, à quel endroit ? ; Tei'ea koe ? : Où es-tu ? ; Tei'ea rā tāku māmā ? Mē tei'ea :  Où peut bien être ma mère ? Je ne sais pas.

- Nā'ea/Nō'ea : par quelle endroit ?, de quelle manière ? (idée de lieu) ; Kā 'aere kōrua nā'ea ? :  Par où est-il venu ? ; I nā 'ea koe i te tunu'anga ite vararoa ? I nā te ngūtupa :  Comment (par quel endroit) es-tu entré dans la maison ?  Par la porte.

- Ki 'ea :  où ? Dans quelle direction ? ; Tē 'aere nei koe ki'ea ?  :  Où vas-tu ? ; Kua 'apai koe ki 'ea ?  :  Où l'as-tu pris ?

- Mei'ea : D'où ? De quelle origine ? ; Mei'ea mai koe ? : D'où viens-tu ? , Où as-tu été ?

- Ko'ea :  Quel ? lequel ?(Pour les noms de lieu) ; Ko'ea teia nga'i ? : Quel est cet endroit ?

- Pē'ea ? :  Comment ?, De quelle manière ? ; Pē'ea koe ?  :  Comment vas-tu ? ; I pē'ea 'ia e koe 'a Taka i auē ei ? Comment as-tu fait pour faire pleurer Taka ?

- Ā'ea ? :  Quand ? ; Ā'ea te pa'ī e tae mai ? : Quand le bateau arrivera-t-il ?

- Ko ā'ea ? :  Vers où ? ; Ko ā'ea teia ngā'i? :  Vers où se situe cet endroit ?

### Série des a'a: Questionnement sur l'essence, la nature ou les caractéristiques du sujet
- Ea'a ? :  Quoi ?, Qu'est-ce que ? Que? ; Ea'a tō'u teima'a ? :  Quel est ton poids ? ; Ea'a 'oki tā'au ka 'inangaro ? :  Que veux-tu d'autre ?

- Ia'a  :  Quoi ?, Qu'est-ce que ? Que? (avec une idée d'accompli); I'a'a ana kotou ? : Que faisais-tu ?

- Ēia'a…? 'Ea'a… (ei)/'ea'a te mea…(ei)/No te a'a?:  :  pourquoi, pour quelle raison ? ; Ea'a koe i auē ei ? Pour quelle raison pleures-tu ? : 'Ea'a te mea i kāpiki ei koe iāia ? : Pourquoi l'as tu appelé ? ; Eia'a koe kia kite ? : Que veux-tu savoir ?  pour quelle raison veux tu savoir cela ? ; Eia'a tēnā pi'a ? : Que peux-tu bien vouloir faire de cette boîte ?

- Mei te a'a te roa  : Depuis quand ? Depuis combien de temps ? (sous-entendu pourquoi ?);  Mei te 'a'a te roa ia koe ki konei ? Mei te rima meneti  :  Depuis combien de temps te trouves-tu ici ? Depuis cinq minutes ; Mei te a'a te roa i tō'ou no'o'anga ki Aitutaki ? :  Combien de temps es-tu resté à Aitutaki ? ; Mei te a'a mai koe ? : Qu'as tu fais (depuis tout ce temps)

### Série des 'ia:  questionnement sur le nombre, la quantité
- Kā 'ia/'Ē'ia  : Combien ? ; Kā  'ia pūtē kōpara i kī i teianei ? Kā rima nga'uru :  Combien de sacs de copra ont été remplis ?  cinquante ; Kā 'ia ēnā ?  Kā 'ia rā :  Combien sont-ils ?  Un certain nombre

- Ē 'ia ā'au tamariki ? : Combien, d'enfants as-tu ? ; Ē 'ia Pāpā aini ? 'Ē 'itu dala :  Combien d'argent à Papa? Il a sept dollars:  'Ē 'ia tangata tei tae mai ? 'Ē 'ia 'ua :  Combien de personnes sont venus ?  Assez peu

- Te'ia :  Dans quel ordre ?, le combien ? ; Te 'ia vaka tei tae mai ? Te toru : A quelle place est arrivée la pirogue ? Elle est arrivée la troisième

## La possession
Comme la plupart des langues de Polynésie, le rarotongien se caractérise par deux types de possession (Ā et Ō) généralement décrite comme « faible » et « forte ».
La possession en « Ā » est utilisée quand le possesseur a le contrôle sur la relation, est supérieur ou dominant à celle-ci ou lorsque la possession est considérée comme aliénable. La possession en « Ō » est utilisée quand le possesseur n'a aucun contrôle sur la relation, est inférieur ou subordonné à celle-ci, ou lorsque la possession est considérée comme inaliénable.
- le « Ā » est utilisé pour
  - tout objet transportable
  - la nourriture ou la boisson,
  - l'époux, l'épouse, la fille, le fils
  - les animaux
  - les personnes de rang inférieur

Te puaka ā tērā vaine :  le cochon appartient à cette femme
Ā Tere tamariki :  Les enfants de Tere  
Kāre ā  Tupe mā ika i napō : Tupe et les siens n'ont pas eu de poissons hier soir
Tāku / Tā'au / Tāna /  Tā tāua /  Tā māua…. : mon, ma, le mien, la mienne/ ton, ta, le tien, la tienne / son, sa, le sien, la sienne 
Ko tāku vaine teia :  C'est mon épouse
Ko tāna tāne tera :  C'est son mari
Tā kotou 'apinga : Vos affaires
Tā Tere 'apinga :  Les affaires de Tere
- Ō est utilise pour : 
  - Une partie d'un ensemble
  - les sentiments, caractères
  - les bâtiments, transports
  - les habits
  - les parents et la famille (ni le mari, ni lépouse, ni les enfants….)
  - les individus considérés comme supérieurs

Te 'are ō Tere :  La maison appartenant à Tere
Ō Tere pare : Le chapeau de Tere
Kāre ō Tina no'o anga e no'o ei :  Tina n'a nulle part où s'asseoir
Tōku ;  Tō'ou ; Tōna ; Tō tāua ;  Tō māua…: mon, ma, le mien, la mienne/ ton, ta, le tien, la tienne / son, sa, le sien, la sienne …
Ko tōku 'are teia : C'est ma maison
I tōku manako, kā tika tāna :  A mon avis, il a raison
Teia tōku, tērā tō'ou : Ceci est à moi, cela est à toi

### Quelques déictiques
- Te :  le, la, un(e)

Kua tae mai te torōka :  le camion est passé 
Kāre i te 'anga'anga  ngaro :  Ce n'est pas une  chose  secrète
- Teia :  ce, cet, cette, ceci  (proche du locuteur)

Teia pare :  ce chapeau
Teia nga pare  :  ces quelques chapeaux
Teia au pare  :  ces nombreux chapeaux
'Ea'a teia? Qu'est-ce que c'est ? Qu'est-ce qui se passe ?
Teia au !  :  Me voici ! C'est moi !
- Tēnā : ce, cet, cette, cela (proche de l'interlocuteur)

Tēnā  tā'au kai ? :  Est-ce que tu as ta nourriture avec toi ?
'Ea'a koe i 'aere 'ua mai ei mei tēnā te tū ? : Pourquoi es tu venu comme cela (par ex. avec tes habits de travail) ?  
Mē kake atu kōtou ki uta i te 'enua, tēnā kā tae mai 'a Puna Ariki i te 'ārāvei ia kotou : Quand tu arriveras sur cette terre, le chef Puna viendra à ta rencontre 
E no'o mai,  e tēnā tangata keiā :  Arrête toi là, voleur !  
- Tērā :  ce, cet, cette, cela (éloigné de l'interlocuteur dans le temps ou dans l'espace)

No 'ai tērā 'are :  À qui appartient cette maison ? 
Ka 'aere rātou mei tērā oire ki tērā oire :  Ils iront d'un village à un autre
Kare i te reira mata'iti, i tērā mai e i tērā mai mata'iti rātou i mou ei i te kapu :  Ils n'ont pas gagné la coupe cette année-là, mais ils l'ont gagné l'année suivante puis encore celle d'après. 
- Taua : Ce, cet, cette (qui n'est présent au moment où il en est question)

Ko tērā taua tangata : C'est l'homme (de la situation)
Kāre taua tuatua i te tika :  Cette histoire n'est pas vraie
Kua mou taua manu tā'aē ra :  Cette bête sauvage a été attrapée
- Konei : ici, près de moi

Kāre aia  i konei :  il/elle n'est pas là
Mei te 'a'a te roa ia koe ki konei ? Mei te rima meneti   : Depuis combien de temps te trouves-tu ici ? Depuis cinq minutes 
- Kona :  là, près de toi

Ka meitaki 'ua kia vao'o koe i kona :  Ce serait mieux si tu partais de là
Mei kō 'aia ki kona :  Il est venu là où tu es

## Glossaire
- 'aere : aller, marcher
- 'akakore :  abandonner
- 'ākara : regarder, observer
- 'Akarongo :  écouter, entendre
- Ake : à une courte distance, il y a quelque temps
- Ako : prévenir conseiller, exhorter, prêcher, sermon
- Akōnei : plus tard dans la journée. S'oppose à nakōnei :  plus tôt dans la journée
- 'ānau : naître, donner naissance ;  Rā 'ānau anga : anniversaire
- 'anga'anga : travail, travailler
- 'apinga :  possession, richesse
- Āpōpō:  demain
- 'ārāvei :  se rencontrer
- 'are :  maison, bâtiment ; are 'āpi'i :  école ; 'are kāvamani :  Bâtiment gouvernemental ; 'are kōrero :  case où traditionnellement les généalogies et autres récits étaient enseignés aux jeunes ; 'are umu/-are kūki : cuisine ; 'are maki  :  hôpital; 'are ōtera  :  hôtel ;  'are pure  :  église ;
- 'ārote :  labourer, creuser un sillon
- Aru :  Accompagner, suivre, poursuivre
- Atu :  exprime l'éloignement par rapport à celui qui parle ;  'aere atu :  partir
- auē :  pleurer mais également une interjection pour exprimer la surprise, la joie, l'étonnement; mais aussi le rejet;  Auē te rekareka! : Oh bien ! Bonne nouvelle ! ; Auē te a'a ! : Va au diable ! Va te faire voir !
- 'ea :  où...? ;  mei 'ea :  d'où… ?
- 'ika :  sexe féminin, vagin. (Précision pour éviter tout malentendu sur les exemples ci-dessus, à l'attention bien sûr de ceux qui ne noteraient la glottale...)
- Ika : poisson
- 'īmene :  chanter, chant
- Inana'i :  hier
- Ine : S'il te plait
- Ingoa : nom
- Kai : nourriture, manger ; kaikai ou kakai : beaucoup de nourriture, manger beaucoup, se goinfrer
- Kāinga :  champ, propriété, par extension (chez soi)
- Kake :  grimper, monter, se lever (pour le soleil ou la lune) ; kake ki uta :  débarquer
- Kapu :  coupe, tasse (emprunt à l'anglais « cup »)
- Kāre : négation, rien
- Kata :  rire; kata 'āviri :  se moquer
- kave : prendre, apporter, emmener
- Keiā :  voler, dérober
- Keiā :  voler, dérober
- Kimi : chercher
- Kino :  mauvais (terme général), endommagé, en panne
- Kite : voir, savoir
- Ma :  et, avec
- Mai :  exprime le mouvement vers celui qui parle. 'aere mai : venir (par extension bienvenue)
- Maki :  malade
- Manako : Penser, idée, esprit
- Māro'iro'i :  fort, en bonne santé. Manako maro'iro'i : un esprit fort, intelligent
- Meitaki : Merci
- meneti   : minute
- Mōtokā :  voiture (emprunt à l'anglais « motocar »)
- Mou :  attraper, tenir
- nga'i : lieu, position
- Ngaro :  dissimulé, secret (synonyme "muna")
- Ngūtupa :	porte, entrée ; te ngūtupa o te ana :  l'entrée de la grotte
- No'o :  rester, habiter, demeurer
- 'oire :  village, district
- pa'ī : bateau
- Papa'ā :  un Européen, un blanc
- Pare  :  chapeau, porter un chapeau ; pare ka'a :  chapeau fait en fibre de coco
- Pekapeka :  querelle, dispute, se disputer
- pi'a : boîte, pièce ; pi'a moe :  chambre
- Pia : Manioc polynésien
- Pōpongi : matin
- Puaka : cochon
- Pupu :  groupe de personnes, équipe
- Riri :  être mécontent, être en colère contre (ki)
- Tae mai :  arriver
- Taeake :  ami ou parent appartenant à la même génération (frère, sœur, cousin(e), mais pas par alliance).
- Tama :  ami (forme respectueuse) ; 'Ē tamamā : mon cher ami (en introduction d'une lettre). Un autre terme pour ami est 'oa sans doute emprunté au tahitien (hoa) durant la période missionnaire
- Tamariki :  les enfants; 'āngai tamariki :  adopter un enfant
- Tanu :  planter, cultiver
- Tārekareka :  s'amuser, jouer, se distraire, match, partie
- Tātā :  écrire
- Tautai :  pêcher
- Tiaki :  attendre, garder
- Tika : correct, admissible
- Tū : apparence, caractère, nature, comportement, variété, description mais aussi être debout, ériger, se lever.
- Tuātau : temps, période, saison ; Ē tuātau 'ua atu :  pour toujours
- Tuatua : parler, parole, récit ; tuatua muna :  secret ; tuatua raurau :  une piplette ; tuatua ta'eke :  rumeur ; ta'eke :  diarrhée
- Ua :  pluie, pluvieux
- 'ura : danser, danse

## Sources de cet article
- thèse de Laurent Nevers, préparée à l'INALCO.
- Cook islands Maori dictionary, Jasper Buse et Raututi Taringa édité par Bruce Biggs et Rangi Moeka'a, Canberra, 1995.
- A dictionary of the Maori language of Rarotonga, Stephen Savage, Wellington 1962. Ce dernier dictionnaire bien que riche en informations culturelles, ne fait pas l'unanimité en raison des quelques erreurs s'y étant glissées.